# Ива Прохазкова
Ива Прохазкова (на чешки: Iva Procházková) е чешка писателка, сценаристка и драматург, авторка на произведения в жанра литература за деца и юноши.

## Биография и творчество
Ива Прохазкова е родена на 13 юни 1953 г. в Оломоуц, Чехословакия, в семейството на писателя Ян Прохазка. След 3-годишна възраст прекарва детството си в Прага. Има две сестри, като едната, Ленка Прохазкова, също е писателка. Баща ѝ умира преждевременно през 1971 г. Завършва гимназия през 1972 г., но по политически причини не може да продължи обучението си, тъй като с книгите си баща ѝ е един от интелектуалните лидери на Пражката пролет. Работи като помощник на летището, готвачка и чистачка.
Започва да пише произведения за деца от края на 70-те. Първата ѝ книга „На кого липсва колелото?“ (Komu chybí kolečko?) е издадена през 1981 г.
През 1983 г. емигрира със семейството си и се установява в Австрия, а по-късно и в Германия, в Констанц и Бремен. Там, заедно със съпруга си, режисьора и актьор Иван Покорни, разработва театрални проекти, но също така продължава да работи по литературни произведения за възрастни, за деца и юноши. Публикува на чешки и немски.
След 1989 г. и кадифената революция в Чехословакия започва да публикува и в родината си. Завръща се в Чехия през 1995 г. и работи с издателствата Melantrich, Albatros, Amulet, „Млада фронта“, Arsci и др. От 1998 г. работи известно време в Чешката телевизия.
Едни от известните ѝ произведения са „Голи“ и (2009) „Портокалови дни“ (2011), които са романи за съзряването. За своето творчество получава над 20 национални и международни награди, включително наградата за детска литература „Златна лента“ и престижната чешка литературна награда „Магнезия Литера“, както и множество престижни номинации. През 2019 г. получава награда „Златна лента“ за цялостното си творчество. Част от произведенията ѝ са екранизирани в телевизионни филми и сериали.
Ива Прохазкова живее със семейството си в Прага.

## Произведения
- Komu chybí kolečko? (1981)[2][1][3]
- Výprava za zlatou rybičkou (1988)
- Penzion na rozcestí (1991)
- Čas tajných přání (1992) – награда „Златна лента“
- La Famille Kocourek déménage (1993) – на френски
- 2 × 9 = Hamster (1994) – на немски
- Středa nám chutná (1994)
- Červenec má oslí uši (1995)
Ваканция с магарешки уши, изд. „Емас“ (2013), прев. Анжелина Пенчева
- Pět minut před večeří (1996) – награда „Златна лента“
- Hlavní výhra (1996)
- Únos domů (1998)
- Soví zpěv (1999) – награда „Златна лента“
- Karolína (1999)
- Jožin jede do Afriky (2000)
- Eliáš a babička z vajíčka (2002)
- Kryštofe, neblbni, a slez dolů! (2004) – награда „Златна лента“
- Tanec trosečníků (2006) – награда „Фридрих Герщекер“
- Myši patří do nebe (2006) – награда „Магнезия Литера“
- Otcové a bastardi (2007)
- Nazí (2009) – награда „Магнезия Литера“
Голи, изд. „Емас“ (2020), прев. Анжелина Пенчева
- Uzly a pomeranče (2011)
Портокалови дни, изд. „Емас“ (2015), прев. Анжелина Пенчева
- Vraždy v kruhu (2014)
- Nekompromisně (2019)

### Екранизации
- 1991 Vdova po básníkovi – тв филм
- 1992 Mestem chodi Mikulas – тв филм
- 1992 Komu splouchá na maják – тв сериал, 3 епизода
- 1996 Dum poslední radosti – тв сериал
- 2002 Únos domú
- 2012 Cold Sunday – автор
- 2015 Vrazdy v kruhu – тв сериал, 12 епизода
- 2016 Slíbená princezna – тв филм
- 2019 Uzly a pomerance – и сценарий
- 2021 I mysi patrí do nebe – по романа „Мишките принадлежат на небето “